# 真楪伶
真楪伶（まちゃりん、Macyarin、1996年12月21日 - ）は、台湾系日本の女優、タレント、元アイドルであり、日本の女性アイドルグループAKB48の元メンバーである。
台中市出身。AKB48初の日本国外出身メンバー。

## 来歴
中学生の頃にAKB48グループのファンになって以来、日本の芸能界での活躍を夢見るようになり、台湾でのAKB48のオーディションを知り、絶好のチャンスだと思ってオーディションに応募した。
2015年8月6日、「AKB48 台湾オーディション」の最終審査に合格し、同年12月15日にTOKYO DOME CITY HALLで開催された『第5回AKB48紅白対抗歌合戦』の前座として「ヘビーローテーション」をソロで歌唱、これがお披露目となった。
2016年2月より日本での生活を始め、2月21日に馬嘉伶名義でAKB48チームBへ正規メンバー扱いの「台湾留学生」として加入した。
2018年3月14日に発売されるAKB48の51枚目のシングル「ジャーバージャ」でシングル表題曲において初選抜となった。同年4月、チーム4に異動。同年4月26日に公式サイトのプロフィールから「台湾留学生」の表記が外された。
2020年5月25日に自身のXで、Cool Japan TVグループの新事務所「株式会社JPEG」に所属することと公式YouTubeチャンネルを開設することを発表。
2022年12月28日に自身のXで、ILLUMINUSのマネジメント事業部「CANVAS」へ所属事務所を移籍することを発表。
2023年11月30日、AKB48劇場で行われた「僕の太陽」公演においてAKB48からの卒業を発表した。
2024年2月20日の卒業公演をもってAKB48の活動を終了。卒業後、「真楪伶」に改名して芸能活動を続ける。同年5月2日から6日にかけて上演された、舞台「グリザイア:ファントムトリガー THE STAGE」にて、グループ卒業、改名してタレント活動を開始後初となる舞台出演。その後も様々な芸能活動を行っている。同年7月11日に1st写真集「奇跡と出会った瞬間（とき）」を発売。
同年11月30日、ILLUMINUSとの契約が満了し、独立して活動を行う。

## 人物
愛称は、まちゃりん。
台湾では高雄県（今の高雄市）に生まれた。
自身の名前の表記について「マチャリン」「マ・チャリン」などカタカナ表記や「・」などをつけずに「まちゃりん」と表記して欲しい、と希望している。
真楪伶の由来について、真は「真実」「純真」「真っ直ぐ」の「真」が一番好きだったため、楪は「楪（ゆずりは）」という植物の花言葉に「世代交代」という意味が含まれていて自分を変わりたいという心境と同じだったため、伶は父が付けてくれた大切な名前で大事に使いたいと思ったためとしている。
ニックネームは名前をそのまま引用した「まちゃりん」のほか、「抹茶」というのがある。「抹茶にとって小豆は欠かせない存在」という理由から、自身のファンの呼び名を「あずき」としている。
特技は料理で、得意料理はカボチャスープ。

### AKB48
AKB48グループのメンバーから日本語を教えられることがあり、HKT48（当時）の田島芽瑠から教わった「おったまげ〜」というフレーズは『AKBINGO!』（日本テレビ）で披露して以降、同番組などでたびたび使用していた。
AKB48グループでの推しメン、目標としたメンバーは山本彩（元NMB48）。

### ぱみぃ
うさぎをモチーフにし自らデザインしたオリジナルキャラクターでLINEスタンプやオリジナルグッズの販売。自身がプロデュースしたチーズケーキに使われるなどしている。

## AKB48での参加楽曲

### シングル選抜楽曲
- 「翼はいらない」に収録
  - 恋をすると馬鹿を見る - 「Team B」名義
- 「願いごとの持ち腐れ」に収録
  - 前触れ
- 「#好きなんだ」に収録
  - プライベートサマー - 「SHOWROOM選抜」名義
- ジャーバージャ
  - 友達ができた - 「まちゃりんと仲間たち。」名義
- 「Teacher Teacher」に収録
  - 猫アレルギー - 「Team 4」名義
- 「センチメンタルトレイン」に収録
  - 波が伝えるもの - 「第10回世界選抜総選挙記念枠」名義
  - 百合を咲かせるか?
- 「根も葉もRumor」に収録
  - 離れていても
  - 大騒ぎ天国 - 「Second Generation」名義
- 「元カレです」に収録
  - 臆病なナマケモノ - 「Team A」名義
- 「久しぶりのリップグロス」に収録
  - 運命の歌 - 「1st Generation」名義
- 「どうしても君が好きだ」に収録
  - Da Re Da - 「Universe Girls」名義
- 「アイドルなんかじゃなかったら」に収録
  - In any way - 「Universe Girls」名義

### 劇場公演ユニット曲
チームB「ただいま恋愛中」公演
- ロマンスかくれんぼ（前座ガール）
- 7時12分の初恋

リバイバル公演「僕の太陽」
- アイドルなんて呼ばないで

村山チーム4「手をつなぎながら」公演
- ウィンブルドンへ連れて行って (8人体制)
- チョコの行方

## 出演

### テレビ
- WakuWaku Flash（2017年4月1日 - 、WAKUWAKU JAPAN）[33]
- AKBINGO!（2017年5月9日 - 2019年9月24日、日本テレビ）[30]
- 畑でMarry Me!（2018年6月2日 - 30日、フジテレビ）
- 家事ヤロウ!!!（2020年8月26日、テレビ朝日）[34]
- ナニコレ珍百景（2021年4月18日、テレビ朝日）コーナー：我こそは珍百景[35]
- AKBINGO!NEO（2021年7月20日 - 、BS日テレ） - 不定期出演[36]
- 市町村てくてく散歩（2024年2月9日、チバテレ） - 長柄町案内人

### テレビドラマ
- 豆腐プロレス 最終話（2017年7月2日、テレビ朝日） - 謎の練習生 役
- マジムリ学園（2018年7月26日 - 9月27日、日本テレビ） - リン / 林文琴 役
- Mellow Love（2022年2月20日、三立都會台） - 主演[37][38]

### 映画
- みをつくし料理帖（2020年10月16日公開）[39]
- サンタクロースをいつまで信じてた？（2021年12月劇場公開 / 12月16日、AkibaScreaming2021にて上映） - 主演・鈴木灯 役[40][41]

### 舞台
- 舞台版「マジムリ学園」（2018年10月19日 - 28日、日本青年館ホール） - 林ちゃん 役[42]
- ILLUMINUS「麗和落語〜二〇二二春の陣〜」（2022年2月8日 - 10日、内幸町ホール）[43]
- 朗読劇「海辺の街でもう一度、あの日の彼女に会えたなら」（2022年2月19日 - 20日、新宿アルタKey Studio）[44]
- メイホリックシアター11「メイドランカー！詰り蹴落とし跪け乙女」（2022年11月23日 - 27日、CBGKシブゲキ!!） - 小田マキ 役[45][46]
- 麗和落語〜二〇二三春の陣〜 第一陣（2023年2月8日 - 12日、内幸町ホール）[47]
- 女王幻想花劇（2023年3月22日 - 26日、六行会ホール） -  クレモンス 役[48][49]
- NO TRAVEL, NO LIFE 2023（2023年5月11日 - 14日、六行会ホール）[50][51]
- イリス・ノワール -焔罪のミサ-（2023年6月10日 - 18日、六行会ホール） -  シターラ 役[52]
- 星よ女王に堕つ（2023年9月30日 - 10月8日、六行会ホール） - ソフィー 役[53][54]
- メイホリックシアター15「マジでトキメけ⭐︎少女たち!!〜ホシのミライ〜」（2023年11月8日 - 12日、CBGKシブゲキ!!） - あんかけスパ子 役[55][56]
- グリザイア:ファントムトリガー THE STAGE（2024年5月2日 - 6日、飛行船シアター） - サヤカ 役[20][21]

### ラジオ
- アロ～ハ!! 大崎潔のがんばれハワイ（2025年4月5日 - 5月31日、ミュージックバード）

### CM
- Aikatsu! 偶像學園（2016年 - 、台湾・Sega Amusements Taiwan）[57]
- モンスターストライク 繁体字版公式サポーター（2019年、MIXI）[58]

### 広報・広告モデル
- F i.n.t 公式アンバサダー（2023年7月2日 - 、フリーインターナショナル）[59]

### イベント
- 豆腐プロレス The REAL 2017 WIP CLIMAX in 後楽園ホール（2017年8月29日、後楽園ホール） - オッタマゲ・マ 役[60]
- 豆腐プロレス The REAL 2018 WIP QUEENDOM in 愛知県体育館（2018年2月23日、愛知県体育館） - オッタマゲ・マ 役[61]

### ファッションショー
- Rakuten GirlsAward 2019 AUTUMN/WINTER（2019年9月28日、幕張メッセ）[62]
- KANSAI COLLECTION 2024 AUTUMN＆WINTER（2024年8月1日、京セラドーム大阪）
- SAITAMA RANWAY 2024（2024年10月19日、ウェスタ川越） - ランウェイモデル・審査員[63]
- KANSAI COLLECTION 2025 SPRING & SUMMER （2025年3月2日）[64]

## 書籍

### 写真集
- 奇跡と出会った瞬間（とき）（2024年7月11日、KADOKAWA）ISBN 978-4-04-737977-0[65]